# Окачеве
Ока́чеве — село в Україні, у Забродівській сільській громаді Ковельського району Волинської області. Населення становить 207 осіб.

## Географія
Село розташоване на лівому березі річки Прип'ять.

## Історія
У 1906 році хутір Хотешівської волості Ковельського повіту Волинської губернії. Відстань від повітового міста 85 верст, від волості 24. Дворів 12, мешканців 79.
19 липня 2020 року, в результаті адміністративно-територіальної реформи та ліквідації Ратнівського району, село увійшло до новоутвореного Ковельського району.

## Населення
Згідно з переписом УРСР 1989 року чисельність наявного населення села становила 199 осіб, з яких 85 чоловіків та 114 жінок.
За переписом населення України 2001 року в селі мешкали 204 особи. 100 % населення вказало своєю рідною мовою українську мову.